# Okinawayusurika seiryujekea
Okinawayusurika seiryujekea är en tvåvingeart som beskrevs av Sasa, Suzuki och Sakai 1998. Okinawayusurika seiryujekea ingår i släktet Okinawayusurika och familjen fjädermyggor. Inga underarter finns listade i Catalogue of Life.